# Chrysosplenium chinense
Chrysosplenium chinense är en stenbräckeväxtart som först beskrevs av Hiroshi Hara, och fick sitt nu gällande namn av J.T. Pan. Chrysosplenium chinense ingår i släktet gullpudror, och familjen stenbräckeväxter. Inga underarter finns listade i Catalogue of Life.